# Mémorial à la 38e division galloise
Le mémorial à la 38e division galloise est situé sur le territoire de la commune de Carnoy-Mametz (hameau de Mametz) dans le département de la Somme. Il est dédié aux soldats de la 38e division galloise tombés à la bataille du bois de Mametz en juillet 1916, au début de la bataille de la Somme. Ce monument est l'un des sites du circuit du Souvenir.

## Historique
Le 10 juillet 1916, au cours de la bataille de la Somme, la 38e division galloise dut prendre le bois de Mametz, nid de résistance allemand qui empêchait toute progression vers l’est de l’armée britannique.
Le bois fut enlevé par les hommes de la 38e division, après des combats acharnés à la baïonnette, au prix de très lourdes pertes, le 12 juillet 1916. Pour la plupart des soldats, il s’agissait de leur baptême du feu : 4 000 hommes sont mis hors de combat dont 600 tués et 600 disparus. Ayant perdu le quart de ses effectifs, la 38e division galloise fut relevée au bout d'une semaine et ne participa plus à une offensive majeure avant le 31 juillet 1917.
Ces combats ont inspiré plusieurs poètes, dont Robert Graves qui rédigea son poème A Dead Boche, Owen Sheers, David Jones, Siegfried Sassoon, Wyn Griffith. Harry Fellows, qui participa à l'ensevelissement des corps, fut hanté toute sa vie par le souvenir de ses compagnons tombés dans le bois de Mametz. À sa mort, ses cendres furent ensevelies dans le bois.

## Le mémorial
Le mémorial de la 38e division galloise, est situé au nord du village de Mametz. Le monument est situé face au bois, au bout d’un étroit chemin de terre long de 800 m environ, appelé « chemin des Gallois ». Situé sur un promontoire, on accède au monument par un escalier métallique.
Sur un socle en granit de trois mètres de haut a été érigé, le 11 juillet 1987, un dragon rouge, symbole du pays de Galles. Les ailes en mouvement, le dragon, regardant en direction du bois de Mametz, déchire, avec ses griffes, des barbelés.
L'érection de ce monument a été financée grâce à une levée de fonds de la Western Front Association. Le dragon en métal peint est l’œuvre de David Peterson, forgeron-sculpteur de Carmarthen. La Commonwealth War Graves Commission est chargée de l’entretien du monument.

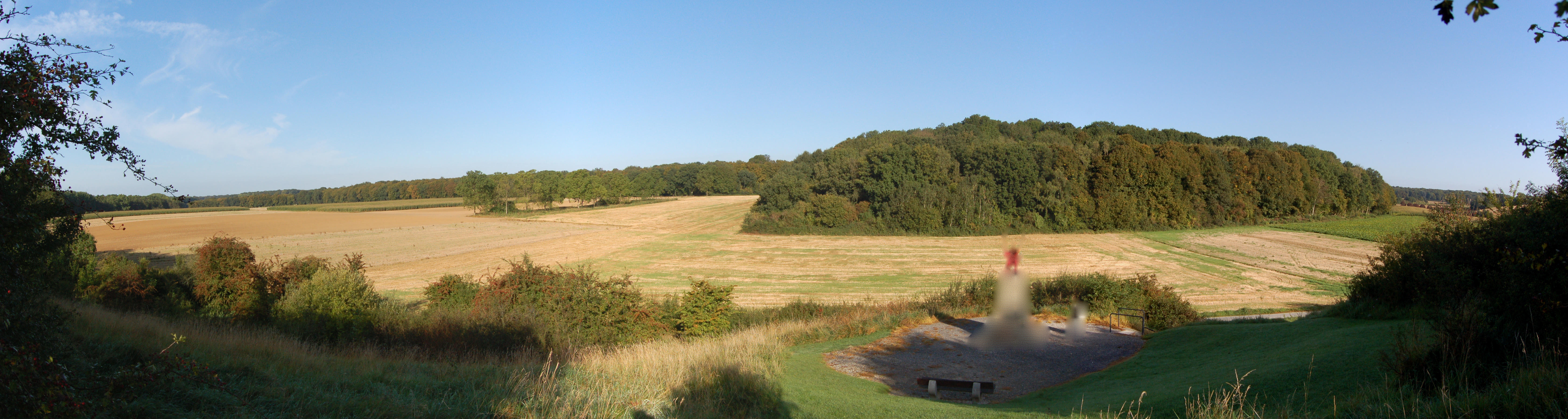
Vue panoramique du site

## Pour approfondir